# Gągoł
Gągoł, gągoł krzykliwy (Bucephala clangula) – gatunek średniej wielkości wędrownego ptaka wodnego z rodziny kaczkowatych (Anatidae).

## Systematyka
Wyróżniono dwa podgatunki B. clangula:
- B. clangula clangula – północna Eurazja.
- B. clangula americana – północna Ameryka Północna.

## Występowanie
Występuje w chłodniejszych rejonach Starego i Nowego Świata. Zamieszkuje północną i środkową Europę oraz północną Azję i Amerykę Północną. Zimuje w zachodniej i południowej Europie np. nad Morzem Śródziemnym, na wybrzeżach Morza Północnego i Bałtyku, w środkowej Azji i na południowych wybrzeżach Atlantyku, Pacyfiku i Oceanu Indyjskiego. Południowa granica zasięgu gągoła obejmuje niższe szerokości geograficzne od zachodu do wschodu. W Niemczech widywany głównie w północnej i wschodniej części kraju.
W Polsce nieliczny ptak lęgowy na północy i zachodzie kraju (głównie na Pomorzu i Mazurach, poza tym w Wielkopolsce, na ziemi lubuskiej i Śląsku). W okresie wędrówek (marzec–kwiecień oraz wrzesień–listopad) i zimą dość liczny na wybrzeżu Bałtyku, większych jeziorach i rzekach. W Polsce zimują populacje z północno-wschodniej Europy, które spotkać można w całym kraju, choć na wschodzie i północy rzadziej.

## Morfologia

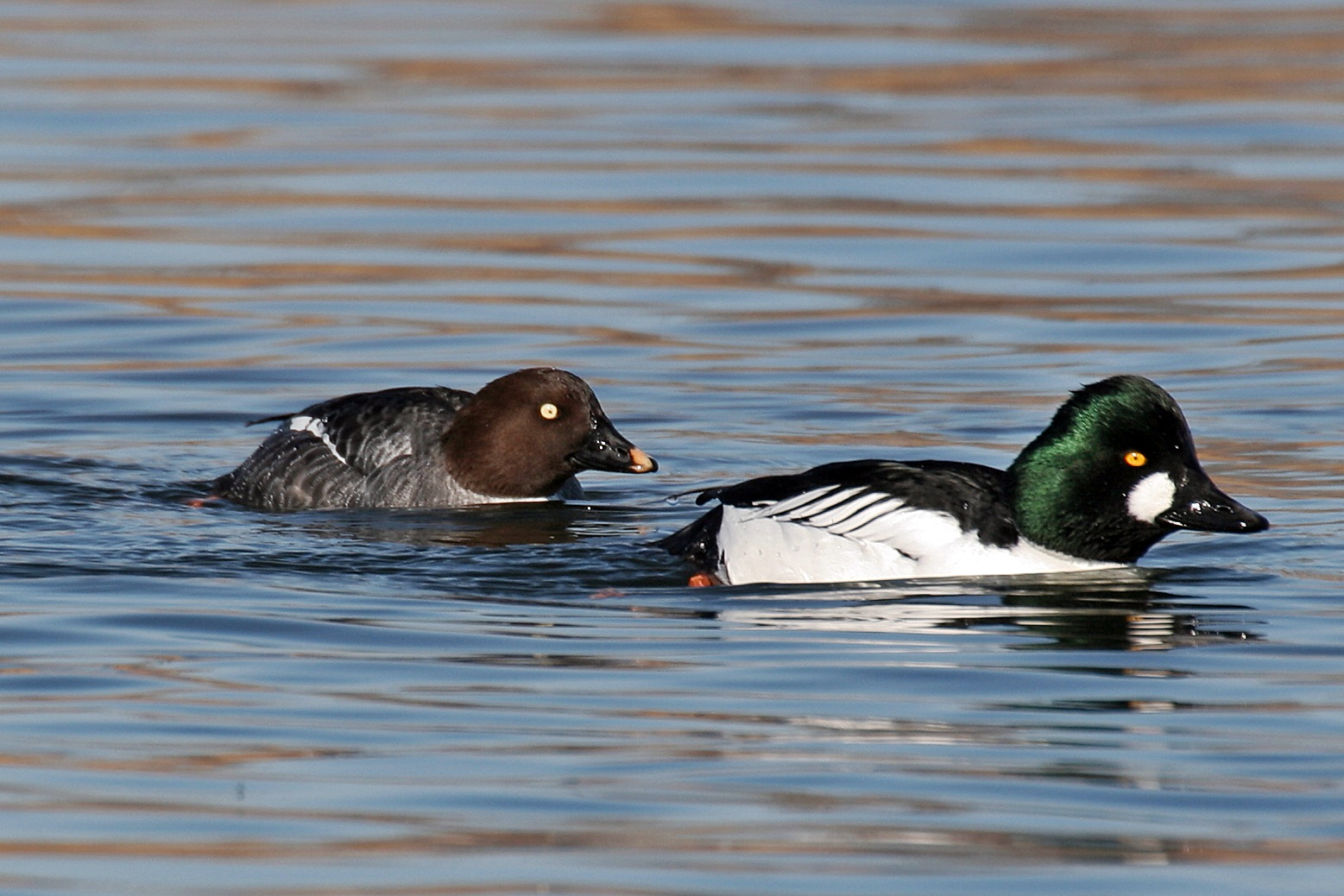
Para gągołów

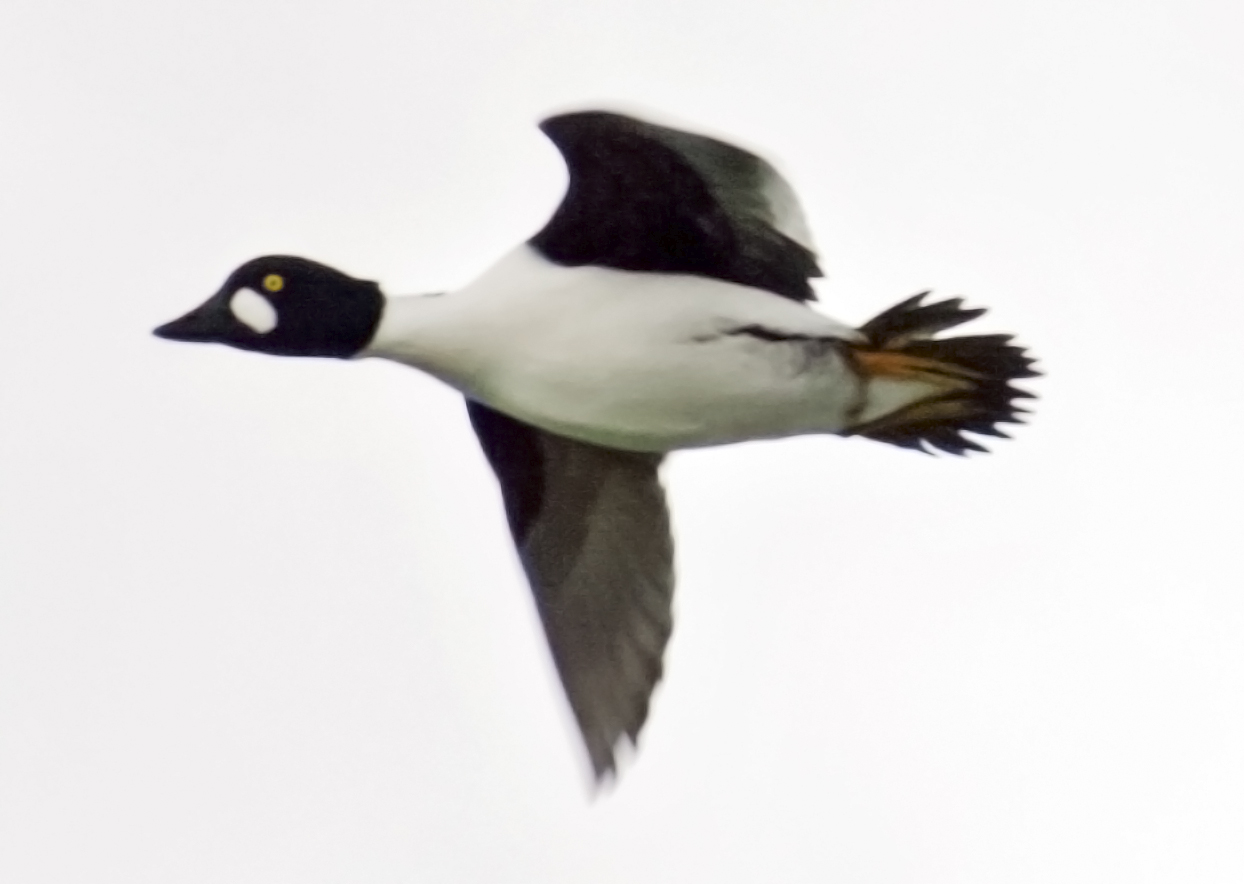
Samiec w locie

Wygląd zewnętrznyUpierzenie godowe samca: wierzch ciała czarny, brzuch i boki białe. Głowa czarna, zielono opalizująca z kontrastową białą plamą u nasady dzioba. Szyja biała. Oczy świecąco żółte. Samiec w upierzeniu spoczynkowym i samica w okresie godowym: tułów szarobrunatny, głowa czekoladowobrązowa, biała obrączka na szyi otwarta na karku oraz żółty pasek na dziobie tuż za paznokciem. Samica ma białe oczy. Czasem kaczor zachowuje blade plamy na policzkach i ma bardziej biały przód skrzydła. Upierzenie spoczynkowe kaczki bez kołnierzyka i z jasnobrązową głową. Młode podobne do samicy, ale nie mają żółtej plamki na dziobie. W zwykle szybkim locie na skrzydłach widać białą plamę, a same pióra samców wydają charakterystyczny świst słyszany z daleka. Zmiana upierzenia ze spoczynkowego na godowe następuje poza okresem lęgowym – samce pierzą się pod koniec zimy lub na początku wiosny. Gągoły często pływają na otwartej wodzie na akwenie. W środowisku wodnym również śpią i wypoczywają. Poza okresem lęgowym mogą przebywać w małych grupach, czasem przemieszanych z innymi gatunkami kaczek.
RozpoznaniePodobny do gągoła jest sierpiec, ma on jednak na grzbiecie zaokrąglone plamy i wydłużoną białą plamkę u nasady dzioba. Natomiast dorównuje wielkością czernicy, choć w porównaniu z nią ma większą głowę ze stromym czołem i wysokim wysklepieniem, która wydaje się być kanciasta. Od krzyżówki jest mniejszy.
Rozmiarydługość ciała ok. 41–50 cm, długość skrzydła 18–23 cm, rozpiętość skrzydeł 64–81 cm.
Masa ciała0,4–1,4 kg (średnio ok. 1 kg). Samiec znacznie większy.

## Środowisko
Zamieszkuje wody słodkie, rzeki, starorzecza, jeziora w strefie lasów liściastych, czasem nawet stawy rybne pod warunkiem, że w pobliżu znajdują się stare, dziuplaste drzewa. Tam też się lęgnie. W przeciwieństwie do również zajmujących dziuple drzew mandarynek i karolinek, które do Europy przywiódł człowiek, gągoł jest rodzimym gatunkiem Starego Kontynentu. Zimą przebywa nad wybrzeżami morskimi i zbiornikami, na których dnie znajdują się bezkręgowce wodne.

## Pożywienie
Prawie wyłącznie pokarm zwierzęcy. To głównie mięczaki jak małe małże zbierane ze skalistego podłoża oraz szczelin między kamieniami, skorupiaki, owady wodne, np. larwy chruścików, drobne ryby i płazy. Jesienią mogą jeść części roślin wodnych.
W żerowaniu pomaga im pęsetowaty dziób. Gągoły nurkują intensywnie na głębokość do 4 m, zbierając drobne bezkręgowce. W żerowaniu kierują się głównie wzrokiem, zatem prowadzą dzienny tryb życia – zimą starają się optymalnie wykorzystać dzienne światło. W nocy zbierają się na noclegowiskach.

## Rozród

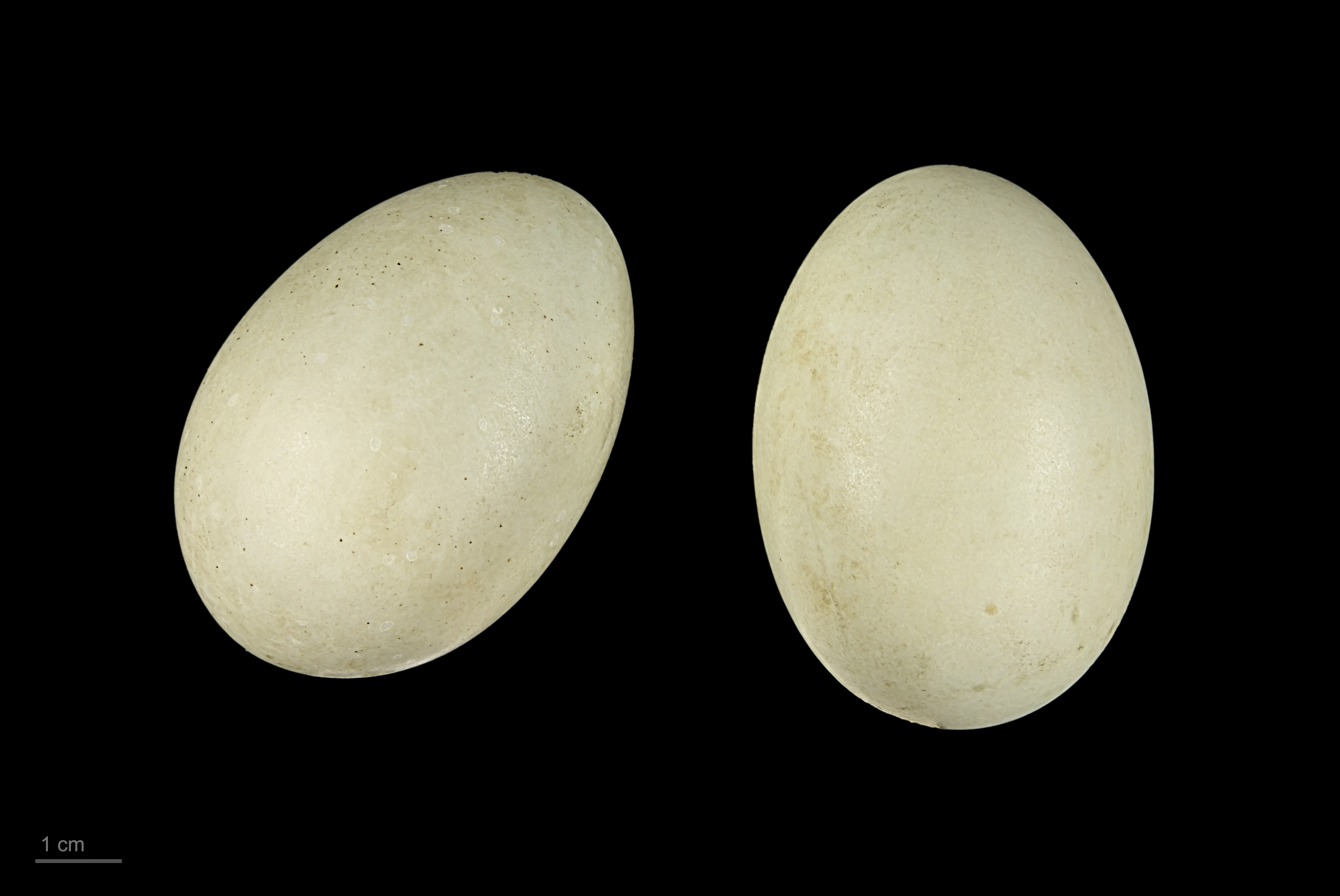
Jaja z kolekcji muzealnej

Okres godowyToki gągoła rozpoczynają się wczesną wiosną (a nawet już w grudniu), choć samce już w grudniu tworzą małe grupy. Kaczor zatacza wtedy koła wokół pojedynczej samicy, z głową i ogonem wyciągniętymi nisko nad wodą, po czym nagle wyrzuca głowę na plecy, wydając chrapliwe dźwięki. Do tego kiwa głową w tył i w przód, strosząc swe barwne pióra, a przebierając gwałtownie nogami, wyrzuca fontanny wody. Zwykle samce odbywają zaloty grupowo przed pojedynczą samicą. Na lęgowiska gągoły wylatują już parami. Zatem łączenie się w pary na zimowiskach nie kończy się kopulacją. Do tej dochodzi dopiero wiosną. Pary są monogamiczne.
GłosW czasie toków kaczor odzywa się dźwiękiem przypominającym „knirr”, a kaczka odpowiada chrapliwym „garr”.
GniazdoGnieździ się w wyjątkowym jak dla kaczki miejscu – w dziupli (najczęściej dzięcioła czarnego, co określa się jako fakultatywne pasożytnictwo lęgowe) do 20 metrów nad ziemią, w próchniejącym pniu lub budce lęgowej o odpowiednich rozmiarach. Nie unika siedzib ludzkich. Dziuple mają nawet do 2 metrów głębokości. Ich dna wysłane są trocinami zmieszanymi z przybywającym stopniowo białym puchem. Lęgi znaleźć można do 2 km od wody. Samica szuka miejsca na lęg, a samiec podąża za nią. O wyborze dziupli nie decyduje jej wielkość lub głębokość, ale głównie to czy kaczka potrafi przecisnąć się przez otwór wylotowy. Preferuje drzewa, które są blisko wody.
Okres lęgowyJeden lęg w roku (w maju); samica składa pod koniec kwietnia od 5 do 19 jaj. Są one różnobiegunowe, bardzo mało wydłużone, raczej pękate o barwie białej i niebieskozielonej, lekko przybrudzonej. W przypadku niedostatku miejsc gniazdowych w jednym gnieździe jaja składają dwie samice.

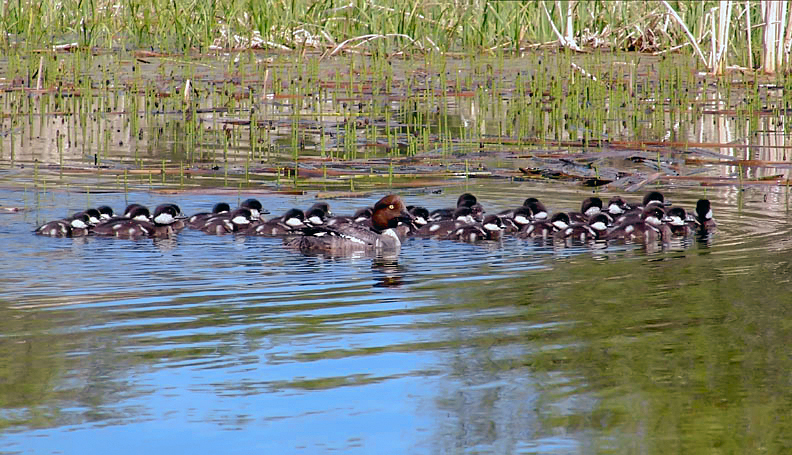
Samica z dużym wspólnym „żłobkiem”

WysiadywanieWysiadywanie trwa około 30 dni od zniesienia pierwszego jaja. Wysiaduje tylko samica. W tym okresie kaczor pilnuje okolic gniazda, choć przed pojawieniem się młodych oddala się i przechodzi pierzenie.
PisklętaPisklęta, choć może ich być nawet 10 w zniesieniu, wykluwają się jednocześnie. Kaczęta po wykluciu i obeschnięciu poruszają się bardzo zręcznie, mogą podskakiwać na wysokość 0,5 metra i, dzięki ostrym pazurom, bez problemu wspinać się. Pisklęta opuszczają gniazdo po 1 dniu – matka nawołuje młode specyficznym krzykiem „kio-rr”, a te bez szkody dla zdrowia złażą lub skaczą z drzewa, nawet z wysokości kilkudziesięciu metrów (nawet do 20 m). Wynika to z tego, że ich ciała są sprężyste i lekkie, a w skoku rozpościerają błony pławne między palcami nóg wyciągając skrzydełka, zwiększając nieco opór powietrza. Ważą wtedy około 35 g. By dotrzeć do akwenu muszą niekiedy pokonać kilometrową odległość. Gdy znajdą się na wodzie, od razu dobrze pływają i nurkują w poszukiwaniu wodnych roślin i bezkręgowców. Usamodzielniają się po 5 do 10 dniach – matka wodzi je, aż staną się lotne. Mają biało-czarny puch. Kaczęta są bardzo samodzielne, dają sobie radę zaraz po wykluciu nawet bez matki. Lotne stają się po 60 dniach.

## Status, zagrożenia i ochrona
W Czerwonej księdze gatunków zagrożonych Międzynarodowej Unii Ochrony Przyrody gągoł nieprzerwanie od 1988 roku uznawany jest za gatunek najmniejszej troski (LC – Least Concern). Liczebność światowej populacji w 2015 roku, według szacunków organizacji Wetlands International, mieściła się w przedziale około 2,7–4,7 miliona osobników. Globalny trend liczebności populacji uznawany jest za stabilny.
W Polsce objęty ścisłą ochroną gatunkową, wymaga ochrony czynnej. Na Czerwonej liście ptaków Polski został sklasyfikowany jako gatunek najmniejszej troski (LC). W latach 2013–2018 populacja lęgowa gągoła na terenie kraju liczyła 3000–5000 par, zaś populację zimującą szacowano na co najmniej 22 700 – 37 300 osobników. Trend liczebności krajowej populacji, zarówno lęgowej, jak i zimującej, uznawany jest za wzrostowy. W ostatnich latach populacja w Polsce wzrosła o 54%.
Utrzymaniu liczebności zagraża wycinanie starych dziuplastych drzew oraz osuszanie bagien śródleśnych i mniejszych zbiorników wodnych. Budowa sztucznych miejsc na gniazda pomaga w rozprzestrzenianiu się tego gatunku na południowy zachód aż po granice Alp.